# Hans Dumm
Hans Dumm ist ein Märchen (ATU 675). Es stand in den Kinder- und Hausmärchen der Brüder Grimm nur in der 1. Auflage von 1812 an Stelle 54 (KHM 54a).

## Inhalt
Die Prinzessin bekommt ein Kind und man kennt den Vater nicht. Der König befiehlt, es solle der sein, dem das Kind in der Kirche eine Zitrone reicht. Nur schöne Leute dürfen hinein, aber der dumme, bucklige Hans Dumm drängt sich durch und wird ihr Mann. Der König steckt beide in eine Tonne aufs Meer. Sie klagt Hans Dumm an, aber er sagt, sie habe das Kind bekommen, weil er es gewünscht hat. Er wünscht sich Essen, dann ein schönes Schiff, und an Land ein Schloss und sich selbst als schönen Prinzen. Sie leben glücklich. Einmal kommt der König zu Besuch. Er erkennt sie nicht. Die Prinzessin lässt ihm bei der Abreise einen goldenen Becher ins Gepäck schmuggeln und ihn wegen Diebstahls verhaften. Als er sich rechtfertigt, belehrt sie ihn, dass man also niemand gleich für schuldig halten soll. Alle sind glücklich, und Hans Dumm wird später König.

## Herkunft
Das Zaubermärchen stammt nach Grimms Notiz von den Geschwistern Hassenpflug. Die Anmerkung verweist auf Basiles Pentameron I,3 Peruonto und bei Straparola III,1 Pietro pazzo. Wohl wegen dieser Ähnlichkeit wurde es ab der 2. Auflage durch Der Ranzen, das Hütlein und das Hörnlein ersetzt.
Walter Scherf bemerkt, die einfache Schüssel Kartoffeln solle wohl ihrem Stolz eins auswischen. Erst als schließlich alle dazugelernt haben, leben sie endgültig „vergnügt“. Die bekannten Fassungen von Straparola, Basile, Aulnoy und Wieland seien doch so anders, dass mündliche Überlieferung näher liege. Scherf nennt Ludwig Strackerjans Die Zauberflöte und Wilhelm Wissers Fuldôwat.